# Pantauco
Pantauco (in greco antico: Πάνταυχος?, Pántauchos; fl. IV-III secolo a.C.) è stato un militare macedone antico.
Figlio di Nicolao di Aloro (e probabilmente fratello di Aminta), fu un trierarca macedone della flotta di Nearco, e generale durante il breve regno di Demetrio I tra il 294 e il 288 a.C.

## Biografia
Era considerato come il più coraggioso e fisicamente il più forte tra i comandanti dell'esercito di Demetrio. Quando Demetrio decise di invadere l'Etolia, il re Pirro d'Epiro decise di incontrarlo col suo esercito. Tuttavia i due eserciti marciarono seguendo direzioni diverse senza incontrarsi. In seguito, Demetrio iniziò a razziare il territorio dell'Epiro. Egli aveva disposto gran parte delle sue forze in Etolia sotto gli ordini di Pantauco.
Di conseguenza, Pirro portò le sue truppe in battaglia contro Pantauco. Il conflitto fu notevole per la sua intensità e la natura aspra, in quanto i comandanti di entrambe le fazioni mostrarono coraggio e audacia. Pantauco sfidò Pirro di persona e ben presto cominciò il loro arduo duello. Iniziarono usando le lance, ma subito dopo passarono al combattimento diretto con le spade. I due combattenti erano entrambi abili, Pantauco colpì una volta il re epirota ma Pirro lo ferì alla coscia e sul collo. Il generale macedone fu costretto a fuggire e i suoi compagni riuscirono a portarlo in salvo.
Il leggendario coraggio di Pirro e la sua abilità nel combattimento si rivelarono cruciali per le sorti della battaglia, infatti gli epiroti furono fortemente ispirati dall'esempio del loro sovrano e riuscirono a distruggere la falange nemica. Diversi macedoni in fuga furono uccisi e 5000 furono catturati.